# Estação Pedra Mole
A Estação de Pedra Mole foi uma estação ferroviária que funcionava como terminal de passageiros no município brasileiro de Ipatinga, no interior do estado de Minas Gerais. Foi construída ao lado da foz do rio Piracicaba no rio Doce com a chegada da Estrada de Ferro Vitória a Minas (EFVM), sendo inaugurada em 1º de agosto de 1922. Foi a primeira estação de Ipatinga e da atual Região Metropolitana do Vale do Aço.
Devido ao solo instável do local (o que justifica o nome da estação), o traçado da ferrovia foi alterado posteriormente, levando à desativação do terminal após cerca de oito anos. Outro motivo que levou ao seu fechamento foi a incidência elevada de doenças tropicais no local, vitimando trabalhadores. Depois disso, a construção permaneceu abandonada e se desgastou com o tempo. Foi tombada como patrimônio cultural municipal pelo decreto nº 3.575 de 1996, mas da obra original restaram apenas uma parede e suas fundações.
A estação foi restaurada pela Usiminas e prefeitura de Ipatinga em 2019. As ruínas foram preservadas para contemplação de visitantes e foi construído um mirante para visualização do encontro dos rios. Uma trilha de 650 metros que parte da Avenida Itália, no bairro Cariru, e segue em meio à mata fechada com totens informativos, possibilita o acesso ao conjunto. Ipatinga ainda é servido pela EFVM através da Estação Intendente Câmara.

## História

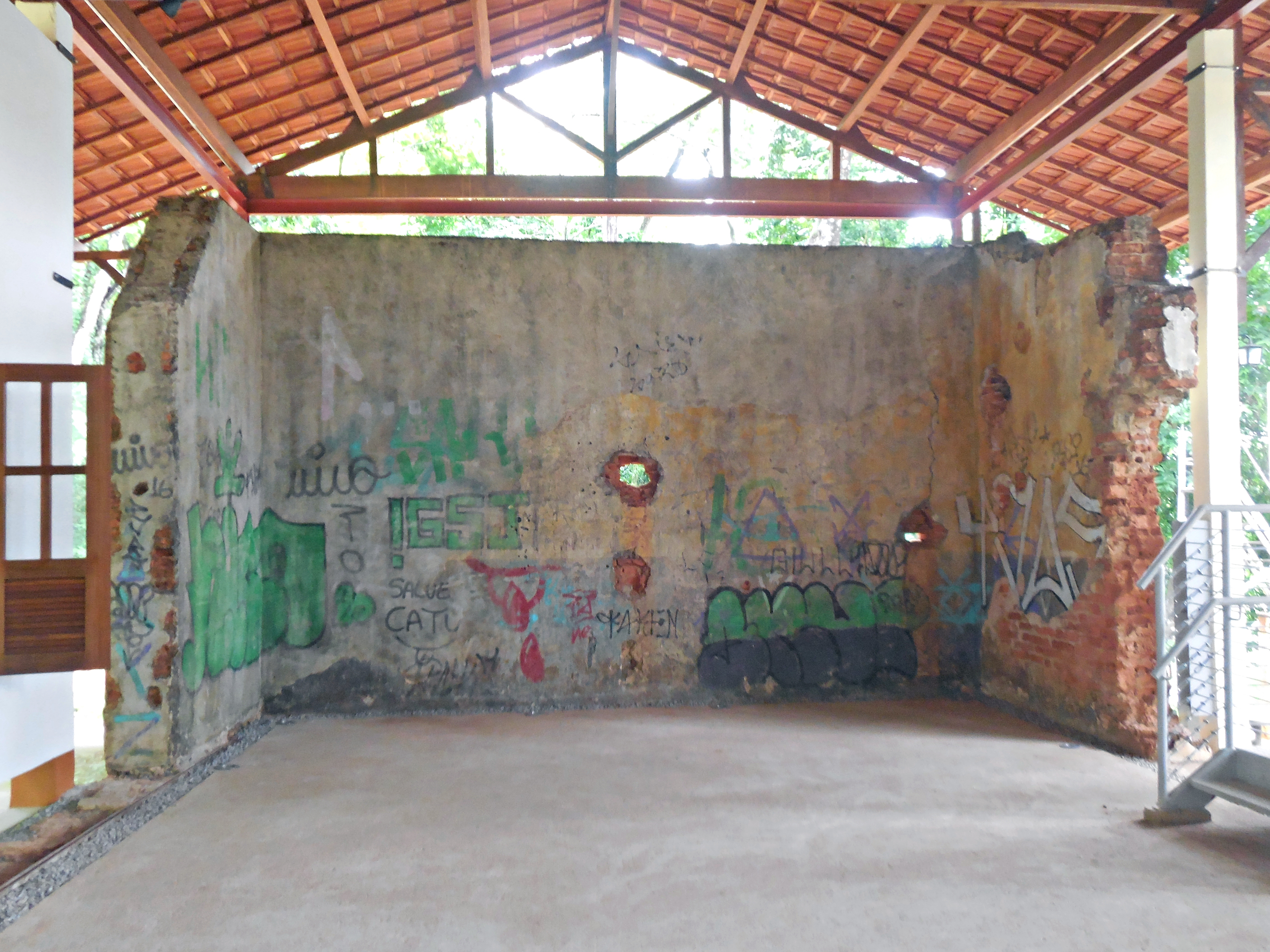
Ruínas do que restou das paredes originais da estação

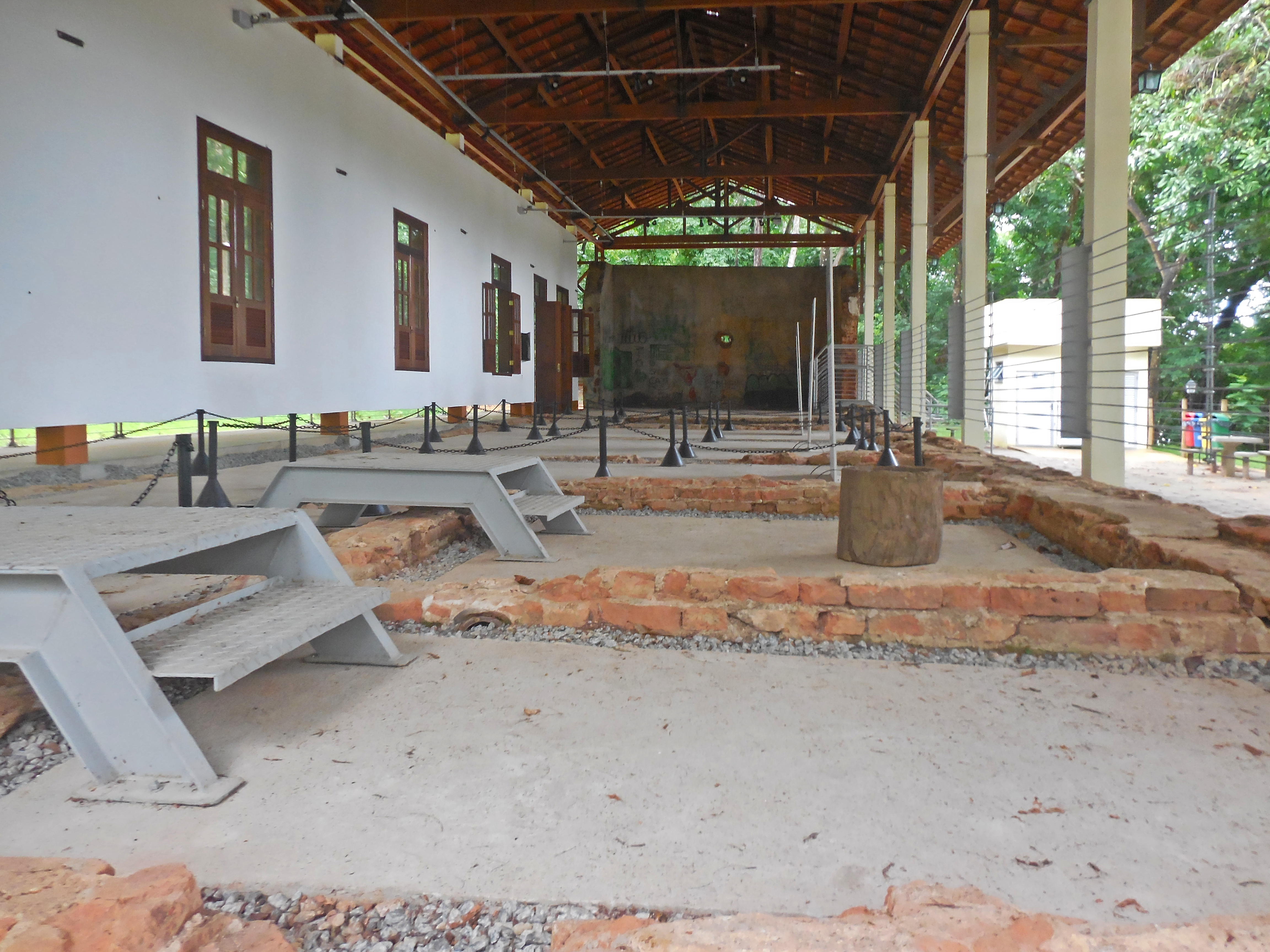
Ruínas da Estação de Pedra Mole

A construção do terminal ocorreu em função do avanço da locação da EFVM pelo Vale do Rio Doce, com a intenção de transportar o minério de ferro extraído em Minas Gerais rumo aos portos do Espírito Santo para ser exportado. A implantação da via férrea havia sido paralisada próxima a Belo Oriente, sendo retomada no começo da década de 1920, sob o comando do engenheiro Pedro Nolasco. A Estação de Pedra Mole foi construída ao lado da foz do rio Piracicaba no rio Doce, em um local íngreme. Recebeu seu nome em referência ao solo instável, com rochas de calcário que se quebravam facilmente.
Para a construção da Estrada de Ferro Vitória a Minas foi aproveitada a mão de obra empregada na Estrada de Ferro Leopoldina e na Estrada de Ferro Central do Brasil, além de trabalhadores oriundos da Bahia e do norte de Minas Gerais. Contudo, muitos dos empregados morreram devido à febre amarela ou malária. Durante a construção da estação não foi diferente, com relatos de 30 encarregados mortos pelas doenças tropicais em apenas um dia e 300 mortes ao fim da obra. Os mortos eram enterrados em cova rasa.
A inauguração ocorreu em 1º de agosto de 1922, configurando-se como a primeira estação de Ipatinga e da atual Região Metropolitana do Vale do Aço, como também a primeira edificação pública. Na mesma ocasião foi inaugurada a estação de Ipaba e mais tarde, no mesmo ano, foi construída a Estação Nossa Senhora, no Córrego de Nossa Senhora (atual bairro Horto). Esta foi o ponto final do trem da Estrada de Ferro Vitória a Minas por algum tempo.
O historiador Norberto Bahiense conta em seu livro O Caboclo Bernardo: O Naufrágio do Imperial Marinheiro a odisseia por ele vivida na inauguração da Estação de Ipatinga: "A data de inauguração previamente combinada com o governo tinha que ser respeitada. Mas na hora e dia aprazados, nem as pontas dos trilhos haviam chegado ao local. Levávamos em um vagão o material indispensável, inclusive o respectivo agente que lá ficaria sob o temor da febre que era impiedosa. Anoitecia, e nas trevas que surgiam, a turma da construção, utilizando seus archotes, avançava, palmo a palmo, dormente a dormente, trilho a trilho".
O solo instável não suportava as locomotivas pesadas, fazendo com que os trilhos afundassem. Isso também era visto como um problema para a expansão da ferrovia e a continuidade de suas obras. Por essas razões e devido às mortes causadas pelas doenças tropicais, a estação foi desativada depois de cerca de oito anos e a ferrovia foi transferida para outro local, passando por onde posteriormente surgiu o Centro de Ipatinga. A nova estação ferroviária (atual Estação Memória Zeza Souto) veio a ser inaugurada em abril de 1930. A área da Estação de Pedra Mole, por sua vez, foi usada como cemitério até 1942, mas a construção permaneceu abandonada e se desgastou com o tempo em meio a uma área de mata ciliar fechada de propriedade da Usiminas. Da obra original restaram apenas uma parede e suas fundações.

## Tombamento e restauro

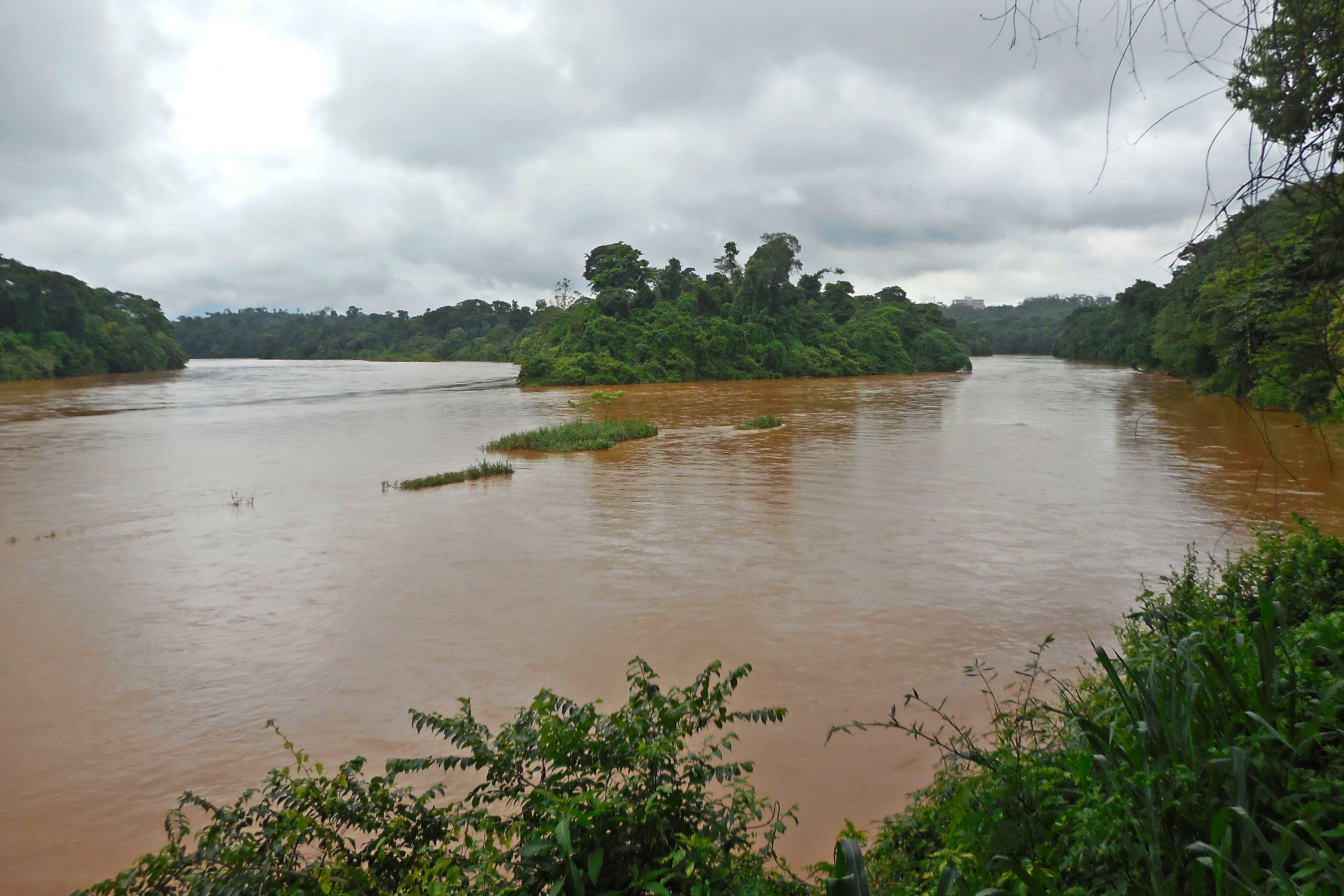
Foz do rio Piracicaba (à direita) no rio Doce vista do mirante da estação

As ruínas da Estação de Pedra Mole foram tombadas como patrimônio cultural de Ipatinga mediante o decreto n° 3.575 de 3 de setembro de 1996. No entanto, somente em 2018 é que foi aprovado um projeto de conceder uso ao local, por meio do restauro das ruínas mediante um acordo entre o Ministério Público do Estado de Minas Gerais (MPMG) e a Usiminas e sob a aprovação do Conselho Municipal do Patrimônio Histórico e Artístico de Ipatinga (COMPHAI). As intervenções foram iniciadas em março de 2019 e duraram nove meses.
A abertura das ruínas ao público ocorreu em 10 de dezembro de 2019. Os grafites e pichações sofridos com o tempo foram mantidos, enquanto que foi recriada uma fachada com portas e janelas, cobertura, plataforma e um trecho de 50 metros de linha férrea. O conjunto entregue também engloba uma trilha de cerca de 650 metros com totens informativos em meio à mata fechada, que parte da Avenida Itália, no Cariru, e possibilita o acesso ao local. Além disso, foi construído um mirante com estrutura metálica para a contemplação da foz do rio Piracicaba no rio Doce e sanitários. Do mirante também é possível visualizar a mata do Parque Estadual do Rio Doce, localizada na outra margem da foz.
Em abril de 2022, em homenagem ao centenário da Estação de Pedra Mole, a Usiminas doou uma locomotiva que foi usada pela empresa,  sendo destinada para instalação sobre os trilhos do conjunto. Também em comemoração ao centenário da estação foi realizada uma programação especial que envolveu visitas guiadas e oficinas de educação patrimonial, abertas tanto aos interessados da comunidade em geral como estudantes das escolas do município. Em 1º de maio de 2023, fortes chuvas provocaram instabilidade na trilha, o que forçou a suspensão das visitações. O local foi reaberto aos visitantes em 6 de fevereiro de 2025.